# An Chung
An Chung (1931 - 1982) quê quán tại Hà Bắc là nhạc sĩ Việt Nam, được truy tặng Giải thưởng Nhà nước về Văn học Nghệ thuật năm 2007. Đường cày đảm đang, Trăng sáng đôi miền, Tôi người lái xe là những ca khúc nổi tiếng của ông. 

## Tiểu sử và sự nghiệp
An Chung sinh ngày 26 tháng 11 năm 1931 tại Hà Đông, quê quán ở Hà Bắc.  
Đầu năm 1957, Nhà xuất bản Mỹ thuật Âm nhạc được thành lập (sau này là Nhà xuất bản Văn hóa), An Chung được điều động từ phòng tuyên truyền Bộ Văn hóa về. Đây là chỗ mà nhiều nhạc sĩ nổi tiếng (La Thăng, Tô Hải, Hoàng Hiệp, An Chung, Lương Vĩnh, Thái Cơ, Xuân Giao...) đã từng làm việc. Cũng từ đó, ông đã gắn bó nhiều năm tháng với công việc xuất bản cho đến lúc từ trần.
An Chung là một cán bộ biên tập cần cù, yêu nghề và ông cũng bắt đầu tập sáng tác, nhưng phải đến năm 1960, sau khi được dự một lớp bổ túc sáng tác, An Chung mới thực sự phát triển được năng lực sáng tác của mình.
Bài hát Trăng sáng đôi miền là khúc tốt nghiệp khóa bổ túc sáng tác này, có thể nói là sáng tác đầu tay của An Chung, đã nhanh chóng có tiếng vang trong đời sống âm nhạc của công chúng lúc bấy giờ. Ở bài hát này, An Chung đã bộc lộ rõ sở trường trữ tình và lối tư duy sâu sắc. Những ca khúc tiếp theo: Nghe tiếng em ca (1961), Tôi người lái xe (1965), Đường cày đảm đang (1966)...  đã bộc lộ rõ tài năng của An Chung.
Năm 1968 ông được sang học sáng tác ở Nhạc viện Odessa (Liên Xô). Thời gian này, ông viết một số tác phẩm khí nhạc gồm có giao hưởng, concerto và nhiều tiểu phẩm. 
An Chung là một nhạc sĩ xông xáo đi vào thực tế cuộc sống. Những bài hát thành công của ông đã được viết trong những chuyến đi thực tế ở mặt trận, về nông thôn, lên rừng núi như: Trăng sáng đôi miền, Chuyển lộng ra khơi, Tôi người lái xe, Ngọn đuốc Mô-ri-xơn, Hát lên em cô gái Thái Bình, Hát từ xóm biển Cà Mau, đặc biệt là Đường cày đảm đang. Đó là những ca khúc đã trở nên quen thuộc đối với đông đảo người nghe.
Tuy số lượng ca khúc để lại còn ít ỏi, nhưng An Chung đã chứng tỏ một bút pháp già dặn ở thể loại này. Đặc biệt, ở sáng tác cuối cùng của mình, ca khúc Hát từ xóm biển Cà Mau (1981), An Chung như ký thác một tâm sự sâu lắng, giai điệu bài hát da diết gây cho người nghe ấn tượng mới lạ đặc biệt. Một năm sau khi bài hát ra đời (1982) ông từ trần, giữa lúc năng lực sáng tạo đang rất sung sức, chín muồi.
Nằm trong số những nhạc sĩ xuất hiện từ sau ngày hòa bình lập lại (1954), An Chung là một trường hợp khá đặc biệt. Sự ra đi quá sớm của ông là một mất mát đáng kể cho nền âm nhạc nước nhà.
Năm 2007, ông được truy tặng Giải thưởng Nhà nước về Văn học Nghệ thuật với các ca khúc: Trăng sáng đôi miền, Tôi người lái xe, Hát lên cô gái Thái Bình, Hát từ xóm biển Cà Mau.

## Tác phẩm chính

### Ca khúc
- Nghe tiếng em ca (1961),
- Tôi người lái xe (1965),
- Đường cày đảm đang (1966)
- Hát lên cô gái Thái Bình (1971),
- Hát về quê hương rừng cọ đồi chè (1973),
- Tuổi trẻ niềm tin và mơ ước (1974),
- Năm tháng này hẳn Bác Hồ vui (1975)
- Hát từ xóm biển Cà Mau (1981)

### Tuyển tập
- Đường cày đảm đang (Nhà xuất bản Văn hoá, 1976),
- Tuyển tập ca khúc An Chung và album An Chung (Nhà xuất bản Âm nhạc và Hội Nhạc sĩ Việt Nam, 1995).

## Vinh danh
- Giải thưởng Nhà nước về Văn học Nghệ thuật năm 2007 (truy tặng)